# خط سير الإسكندر

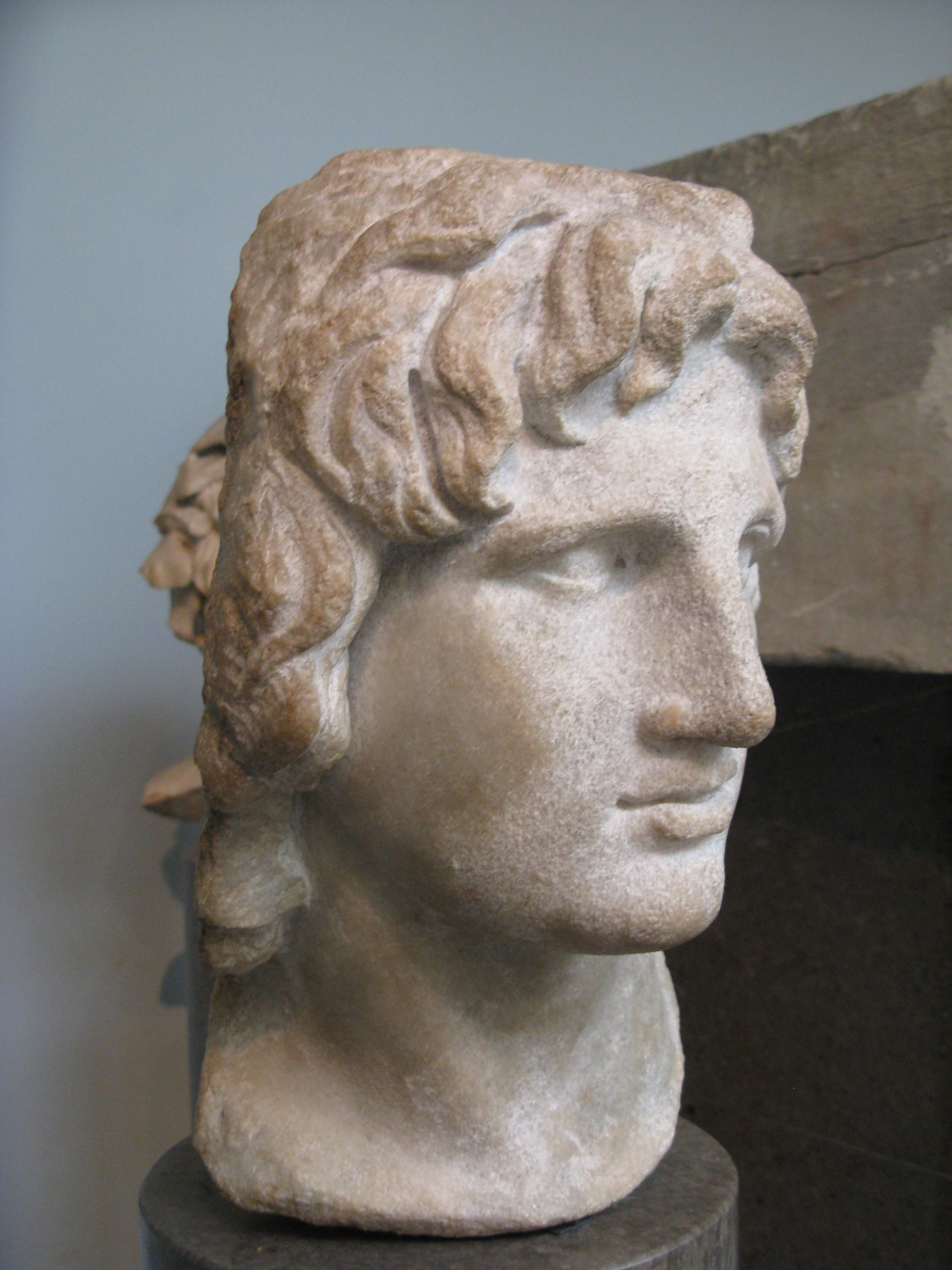

خط سيرالإسكندر (باللاتينية: Itinerarium Alexandri) هو خط سير لاتيني من القرن الرابع حوالي (340 - 350). يصف النص رحلة الإسكندر الأكبر لغزو الإمبراطورية الأخمينية. يصف الكتاب حياة الإسكندر منذ اعتلائه عرش مقدونيا حتى غزو الهند. يعتمد المحتوى بشكل كبير على كتاب زحف الإسكندر [الإنجليزية] لآريانوس ويتشابه في بعض النقاط مع كتاب قصة الإسكندر.
أُهدي الكتاب للإمبراطور الروماني قسطنطينوس الثاني. المؤلف غير معروف ولكن يُعتقد أنه من تأليف يوليوس فاليريوس عام 340، الذي ترجم قصة الإسكندر إلى اللاتينية.

## فهرس
- Heckel, Waldemar, John Yardley, Alexander the Great: Historical Texts in Translation, Blackwell Publishing, 2004, (ردمك 0-631-22821-7), p. xxvi. xxvi.
- Iolo Davies: Alexander's itinerary (itinerary of Alexandria). An English translation. In: Ancient History Bulletin 12, 1998, p. 29-54.
- Raffaella Tabacco: Itinerarium Alexandri. Testo, apparato Critico, introduzione traduzione, e commento. Turin 2000th
- Raffaella Tabacco: Itinerarium Alexandri. Critical review of studies and research perspectives, in "Bulletin of Latin Studies" XVII, 1987, pp. 77–120
- Michael H. Dodgeon: The Roman eastern frontier and the Persian wars: AD 226 - 363, Volume 1 Page 385